# Halebelagola, Channarayapatna
Halebelagola là một làng thuộc tehsil Channarayapatna, huyện Hassan, bang Karnataka, Ấn Độ.